# Vinorodni okoliš Bela krajina
Vinorodni okoliš Bela krajina (1130 ha) je eden od treh vinorodnih okolišev 7700 hektarov obsegajoče slovenske vinorodne dežele Posavje. Omejujejo ga Gorjanci, Kočevski gozd, in reka Kolpa na meji s Hrvaško. Podnebni vplivi so mešano mediteranski in celinski. Posebnost okoliša so t. i. soseske zidanice.
Najznačilnejši vini sta belokranjec (belo vino) in metliška črnina (rdeče vino).